# 金县 (得克萨斯州)
金县（英語：King County）是位於美國德克薩斯州西北部的一個縣。面積2,366平方公里。根據美國2000年人口普查，共有人口356人，是美國人口第三少的縣。縣治加斯里（Guthrie）。
成立於1876年8月21日。縣名以在阿拉莫戰役戰死的威廉·飛利浦·金（William Philip King）命名。

## 經濟
以牧牛（19世紀晚期開始）、石油開採（自1943年開始）為主。種植業以玉米和棉花為主。